# 20529 Zwerling
20529 Zwerling è un asteroide della fascia principale. Scoperto nel 1999, presenta un'orbita caratterizzata da un semiasse maggiore pari a 2,3921274 UA e da un'eccentricità di 0,1316632, inclinata di 6,02846° rispetto all'eclittica.